# Glyptomorpha concolor
Glyptomorpha concolor är en stekelart som beskrevs av Szepligeti 1911. Glyptomorpha concolor ingår i släktet Glyptomorpha och familjen bracksteklar. Inga underarter finns listade i Catalogue of Life.